# Província d'Omasuyos

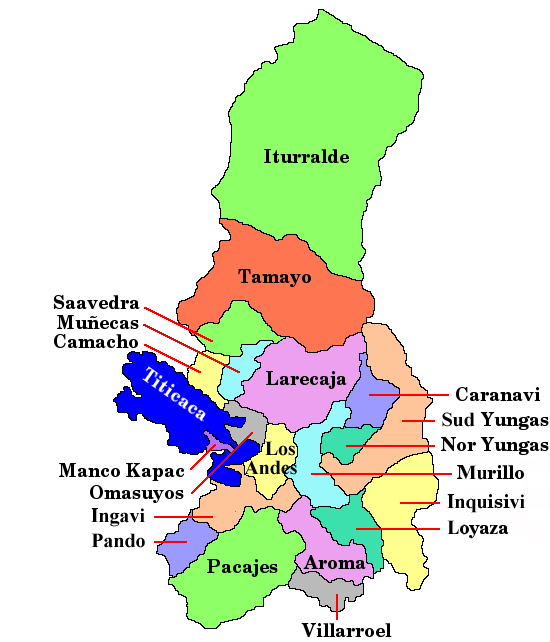
Les províncies del Departament de La Paz

La província d'Omasuyos és una de les 20 províncies del Departament de La Paz a Bolívia. La seva capital és Achacachi.